# Common Vulnerabilities and Exposures

Logo

CVE (англ. Common Vulnerabilities and Exposures) — база даних загальновідомих вразливостей інформаційної безпеки. Кожній уразливості присвоюється ідентифікаційний номер виду CVE-рік-номер, опис і ряд загальнодоступних посилань з описом.
Підтримкою CVE займається організація MITRE.
Фінансуванням проекту CVE займається US-CERT.

## Особливості
- Один код для однієї уразливості.
- Стандартизований опис вразливостей.
- Безкоштовне завантаження та використання.

## Історія
Проект CVE був офіційно запущений для громадськості у вересні 1999 року. У той час більшість інструментів інформаційної безпеки використовували свої власні бази даних з їх власними іменами для вразливостей. Були значні відмінності між продуктами і не було простого способу визначити, коли різні бази даних посилалися на одну і ту ж проблему. Наслідками були потенційні прогалини в охопленні безпеки і відсутність сумісності між розрізненими базами даних та інструментами. Крім того, постачальники інструментів по різному рахували кількість вразливостей, які вони виявили.

## Загальний вид запису
Виглядає приблизно так:
CVE ID Reference і Description
ID записується із зазначенням року та порядкового номера, наприклад, "CVE-2017-5754". У полі Reference записуються посилання на патчі, документи рекомендаційного роду або коментарі розробника. Description відповідає за опис самої уразливості. CVE — система широкого профілю і не зосереджується тільки на клієнтських вразливостях або виключно на WEB-протоколі. Спочатку вона була задумана як єдиний стандарт ідентифікації вразливостей, який повинен охоплювати кілька ланок інформаційної системи: систему пошуку та виявлення прогалин (наприклад, сканер безпеки), антивірусне ПЗ, а також досліджуване ПЗ.

## Приклади
- Meltdown: CVE-2017-5754
- Spectre: CVE-2017-5753, CVE-2017-5715
- BlueBorne: CVE-2017-1000251, CVE-2017-1000250, CVE-2017-0785, CVE-2017-0781, CVE-2017-0782, CVE-2017-0783, CVE-2017-8628, CVE-2017-14315

## Альтернативи
- SecurityFocus BID[en];
- OSVDB[en] (Open Sourced Vulnerability Database) — «відкрита база даних вразливостей», створена трьома некомерційними організаціями. Припинила роботу 5 квітня 2016 року. Блог продовжує працювати;
- Secunia — стрічка вразливостей відомої датської компанії Secunia в області комп'ютерної і мережної безпеки;
- IBM ISS X-Force.

Зустрічаються і інші класифікатори. При роботі з ними слід звертати увагу на авторів, так як кожна система класифікації повинна створюватися експертами в області інформаційної безпеки.

## Див. також
- Common Weakness Enumeration (CWE) — система класифікації помилок, що призводять до вразливостей.
- Банк даних загроз безпеки інформації [Архівовано 23 травня 2018 у Wayback Machine.]
- Класифікатори вразливостей